# Epidotas
Epidotas eran unas divinidades que presidían el nacimiento y el crecimiento de los niños. 
Eran particularmente invocadas por las personas que creían hallarse fascinadas por los espíritus malos. En Roma eran conocidas estas divinidades con el nombre dc Averronces.